# Geritol

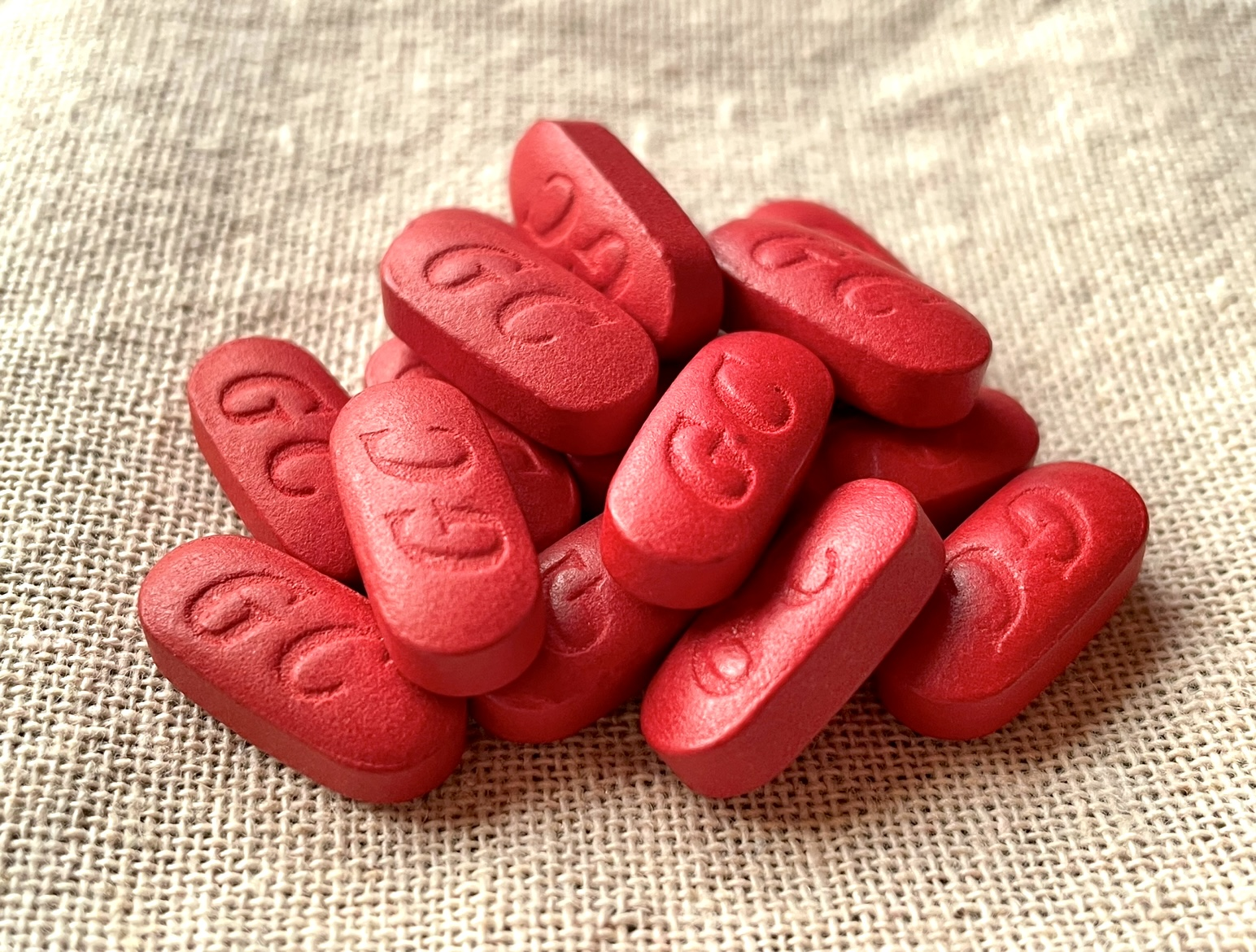
Tabletas de Geritol

Geritol es una marca registrada en los Estados Unidos para varios suplementos dietéticos, pasados y presentes. Geritol es una marca de varios complejos vitamínicos más hierro o productos multiminerales tanto en forma líquida como en tabletas, que contienen de 9.5 a 18 mg de hierro por dosis diaria. El nombre transmite una conexión con el envejecimiento, más concretamente con " geriátrico ". El producto ha sido promocionado desde casi el comienzo de la era de los medios de comunicación como una cura para la "anemia".

## Historia
Geritol fue introducido como un tónico a base de alcohol, hierro y vitamina B por Pharmaceuticals, Inc., en agosto de 1950 y se comercializó principalmente como tal en la década de 1970. Geritol se incorporó a la adquisición de JB Williams Co. por parte de Pharmaceuticals en 1957, fundada en 1885. JB Williams Co. fue comprada por Nabisco en 1971. En 1982, el nombre del producto Geritol fue adquirido por la firma farmacéutica multinacional Beecham (más tarde GlaxoSmithKline ). Geritol fue adquirida por Meda Pharmaceutical en 2011. Meda fue adquirida por Mylan en 2016.
La opción líquida anterior de Geritol se anunciaba como "el doble de hierro en una libra de hígado de ternera", y las dosis diarias contenían alrededor de 50 a 100 miligramos de hierro como citrato de amonio férrico . El tónico Geritol contenía aproximadamente un 12 % de alcohol y algunas vitaminas B.

## Investigación de la Comisión Federal de Comercio
Geritol fue objeto de años de investigación a partir de 1959 por parte de la Comisión Federal de Comercio (FTC por sus siglas en inglés). En 1965, la FTC ordenó a los fabricantes de Geritol que informarán que el Geritol aliviaría los síntomas de cansancio solo en personas que sufren de anemia por deficiencia de hierro y que la gran mayoría de las personas que experimentan tales síntomas no tienen tal deficiencia. Las afirmaciones de Geritol fueron desacreditadas en los fallos judiciales porque "la conducta equivalía a negligencia grave y rozaba la imprudencia", se dictaminó como una afirmación falsa y engañosa y se sancionó severamente con multas por un total de $ 812,000 (equivalente a $ 5.57 millones en dólares de 2023 ),  la mayor multa de la FTC hasta esa fecha (1973). Aunque los juicios y apelaciones subsiguientes de 1965 a 1973 concluyeron que algunas de las demandas de la FTC excedían su autoridad, Geritol ya era bien conocida y continuó siendo la compañía más grande de EE. UU. que vendía suplementos de hierro y vitamina B hasta 1979.
Desde entonces, los productos de suplementos de hierro, incluido el Geritol, se han contraindicado debido a las preocupaciones sobre la hemocromatosis, y a las serias dudas planteadas en estudios para hombres, mujeres posmenopáusicas y pacientes no anémicos con enfermedad hepática, enfermedad cardíaca, diabetes tipo 2, o cáncer.

## Patrocinios en los medios de comunicación
En los primeros días de la televisión, la comercialización de Geritol estuvo involucrada en el escándalo del programa de preguntas y respuestas, como patrocinador de Twenty-One. Durante muchos años después de eso, Geritol se comercializó principalmente en programas de televisión que atraían principalmente a espectadores mayores, como The Lawrence Welk Show, What's My Line?, The Red Skelton Show, To Tell the Truth, Hee Haw y Original Amateur Hour de Ted Mack, así como el programa diario de Arthur Godfrey. También fue uno de los patrocinadores de la serie original de Star Trek.

## En la cultura popular
Geritol se usaba a menudo en la década de 1960 como chiste para una broma en comedias; El cantante cómico Allan Sherman parodió a Geritol en su álbum de 1962 My Son, the Folk Singer, cantando "Yasha consiguió una botella de Geritol" con la melodía de " Joshua Fought the Battle of Jericho ".
Geritol también se usa como un chiste sobre la vejez varias veces en The Carol Burnett Show, incluido en un sketch de "Carol & Sis" de 1973, un sketch de " As The Stomach Turns " de 1977 y un sketch de "Old Folks" en la temporada 8 ( episodio 20).
Geritol es famoso por un controvertido lema comercial de televisión de 1972: "Mi esposa, creo que me la quedaré".  Esta línea, presentada durante el apogeo del Movimiento de Liberación de la Mujer, no fue apreciada por algunas mujeres y fue criticada por programas de noticias y comedia.[cita requerida] El comediante Robert Klein comentó sobre su álbum de 1972 Child of the Fifties :[cita requerida] "¿De dónde saca el valor? . . . Ella tiene que seguir rogándole: "¿Me cuidarás un día más?" "Está bien, un día más: ¡ahora, vuelve a la cocina!" La línea fue la inspiración para la canción de 1993 de Mary Chapin Carpenter " He Thinks He'll Keep Her ".
En el episodio de la temporada 5 de M*A*S*H titulado "Dear Sigmund" emitido en 1976, el Dr. Sidney Freedman (Allan Arbus) describe sentir un dolor sordo detrás de la nariz y una sensación de apatía como "una especie de deficiencia Geritol severa".
En 1977,  en el episodio piloto de Three's Company la actriz hizo Suzanne Somers hizo referencia al Geritol en el papel de Chrissy Snow, que le preguntó a su compañera de cuarto, Janet, si su casero, el Sr. Roper, estaba tomando demasiado. Esta pregunta se planteó después de que el Sr. Roper tocara bruscamente el pecho de una visitante que pensó que era un hombre vestido de mujer.
En la película Airplane II: The Sequel de 1982, el personaje de Lloyd Bridges, Steve McCroskey, pide "un poco de café" más "un litro de Geritol y un jamón con centeno, sin queso".
En un episodio de 1989 de <i>Mama's Family</i> "Take My Mama, Please", una estrella invitada menciona el Geritol cuando el personaje principal del programa interpretado por Vicki Lawrence lo interrumpe. ""¿Qué pasa, abuelita? ¿No te tomaste tu Geritol esta mañana?
En 1992, George Jones usó la línea "No necesito tu mecedora, tu Geritol o tu Medicare" en su exitosa canción " I Don't Need Your Rockin' Chair ".
En 1994, una reunión de miembros de Bill Haley & His Comets lanzó el álbum You're Never Too Old to Rock (Hydra Records BCK 27013). Una canción, "Let's Rock and Roll Some More", presenta al baterista de 70 años Dick Richards cantando "Hemos estado fuera por un tiempo, pero no nos hemos ido/Tómate un Geritol y ponte tus zapatos de baile".
En 1996, "Geritol" fue el remate de una broma en la temporada 1, episodio de la comedia de situación Moesha protagonizada por Brandy .
En 2000, en el episodio 14 de la temporada 2 de Family Guy titulado "Let's Go to the Hop", Peter dice "Gracias, Geritol" al final de su canción "Gotta Give Up the Toad".
En "Out Cold" de 2001, el posible comprador Lee Majors le dice al empleado Rick Rambis: "¡A primera hora de la mañana, tomaré un Geritol para poder seguir el ritmo!"
En el musical de 2002 Hairspray, Edna y Wilbur Turnblad se cantan el uno al otro sobre el amor a medida que envejecen en la canción "Timeless to Me". En una línea, Edna canta "¡Pasa ese Geritol!"
En la canción de Lemon Demon de 2006, Samuel y Rosella, sobre una pareja de ancianos efebifóbica, la línea "¡Y se van cojeando borrachos con Geritol!" se canta como parte del coro.
En 2013, en un episodio de Tanked, temporada 4, episodio 4, titulado "Tip of the Hat to the Devils", Wayde le pregunta al general si le gustaría un poco de Geritol.
En la temporada 1, episodio 3 de la serie de televisión estadounidense Shameless, "Aunt Ginger", los espectadores pueden ver a los personajes Debbie y Ginger tomando una cucharada de Geritol.
En 2020, durante uno de los episodios de reunión de la temporada 5 de la serie de telerrealidad estadounidense The Real Housewives of Potomac, Gizelle Bryant insulta a Karen Huger al afirmar que su Geritol "finalmente se ha activado".